# St. Matthäus (Neuhaus, Adelsdorf)

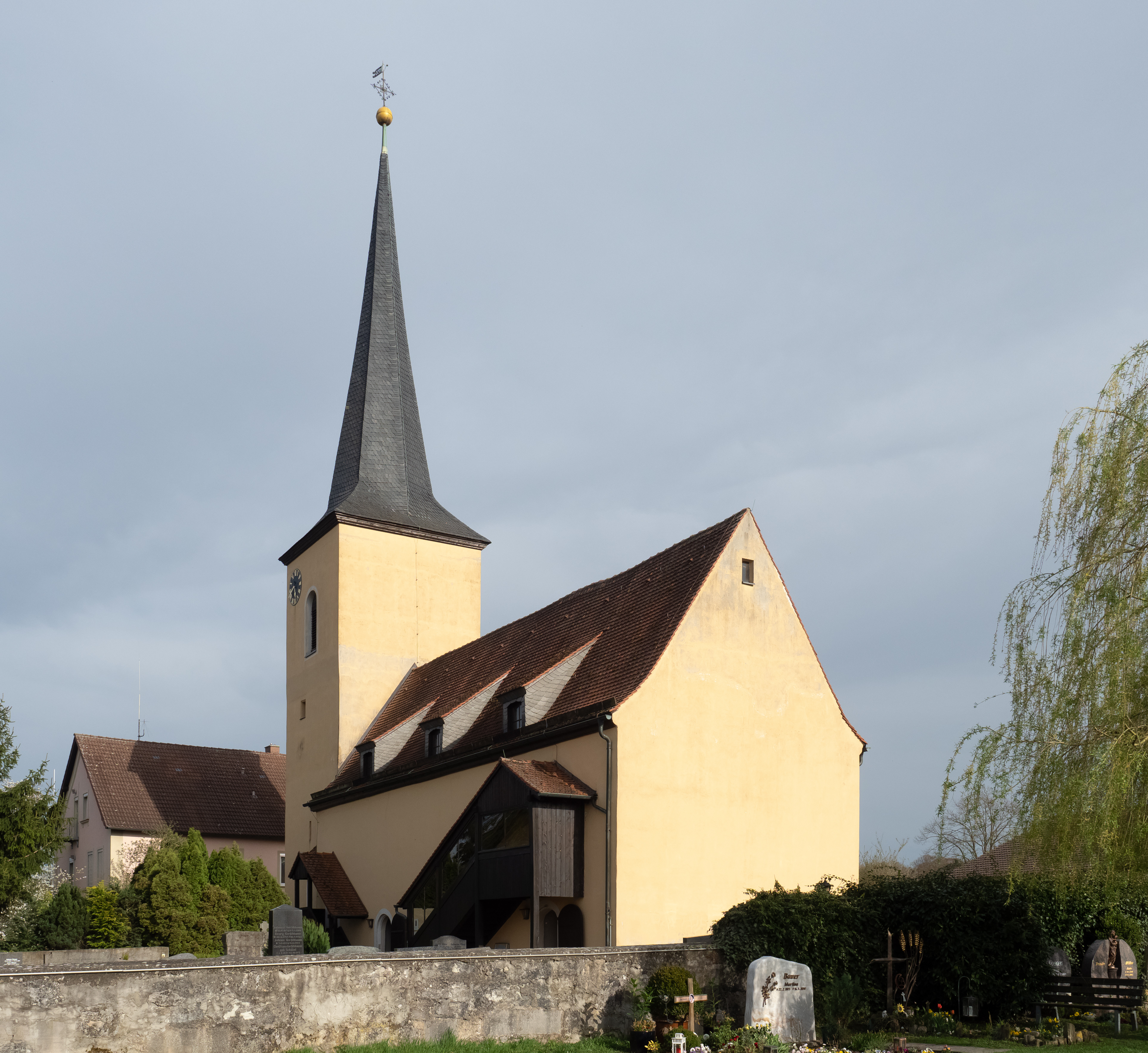
St. Matthäus (Neuhaus, Adelsdorf)

Die denkmalgeschützte, evangelische Pfarrkirche St. Matthäus steht auf dem Friedhof von Neuhaus, einem Gemeindeteil der Gemeinde Adelsdorf im Landkreis Erlangen-Höchstadt (Mittelfranken, Bayern). Das Bauwerk ist unter der Denkmalnummer D-5-72-111-31 als Baudenkmal in der Bayerischen Denkmalliste eingetragen. Die Pfarrei gehört zum Dekanat Erlangen im Kirchenkreis Nürnberg der Evangelisch-Lutherischen Kirche in Bayern.

## Beschreibung

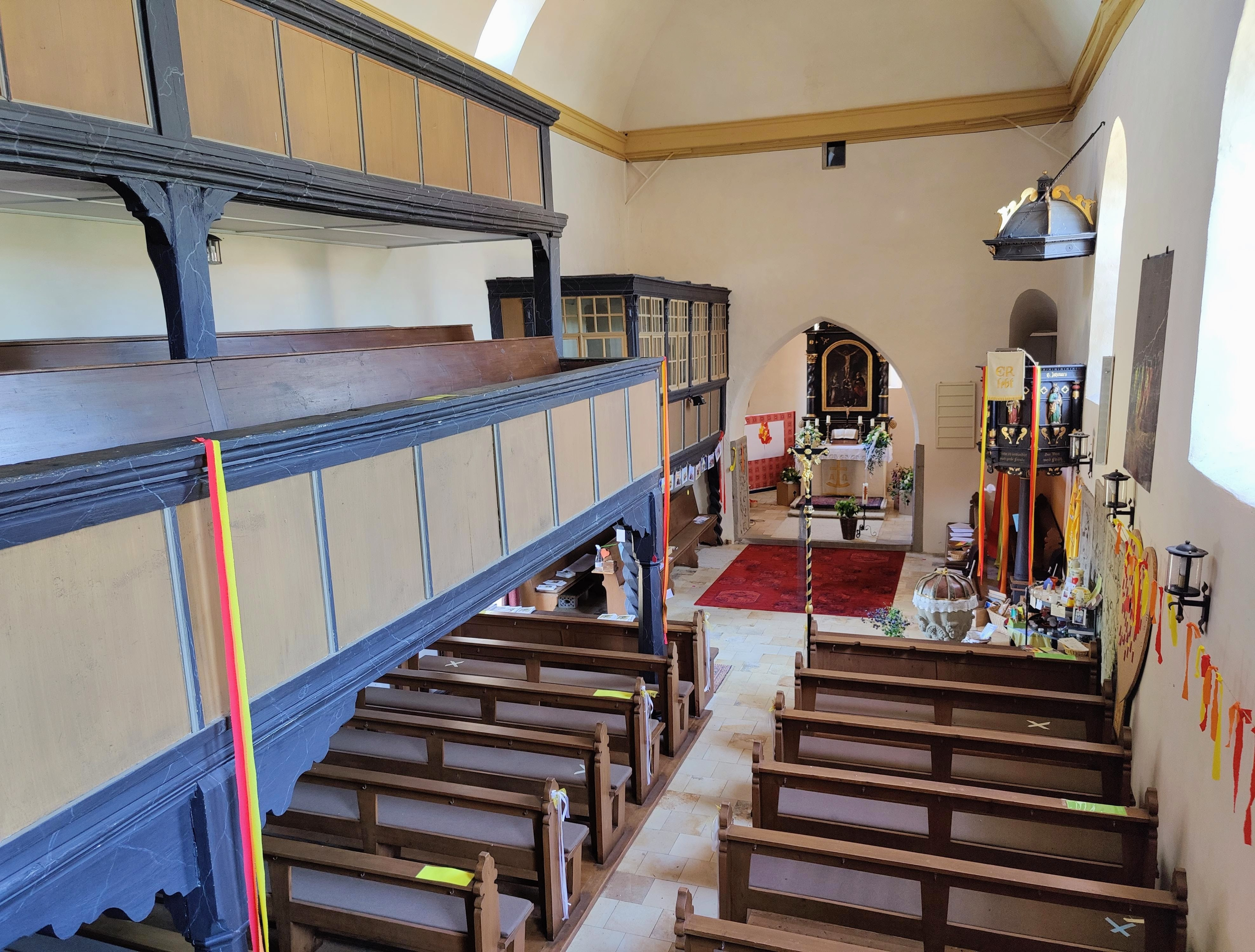
Innenraum

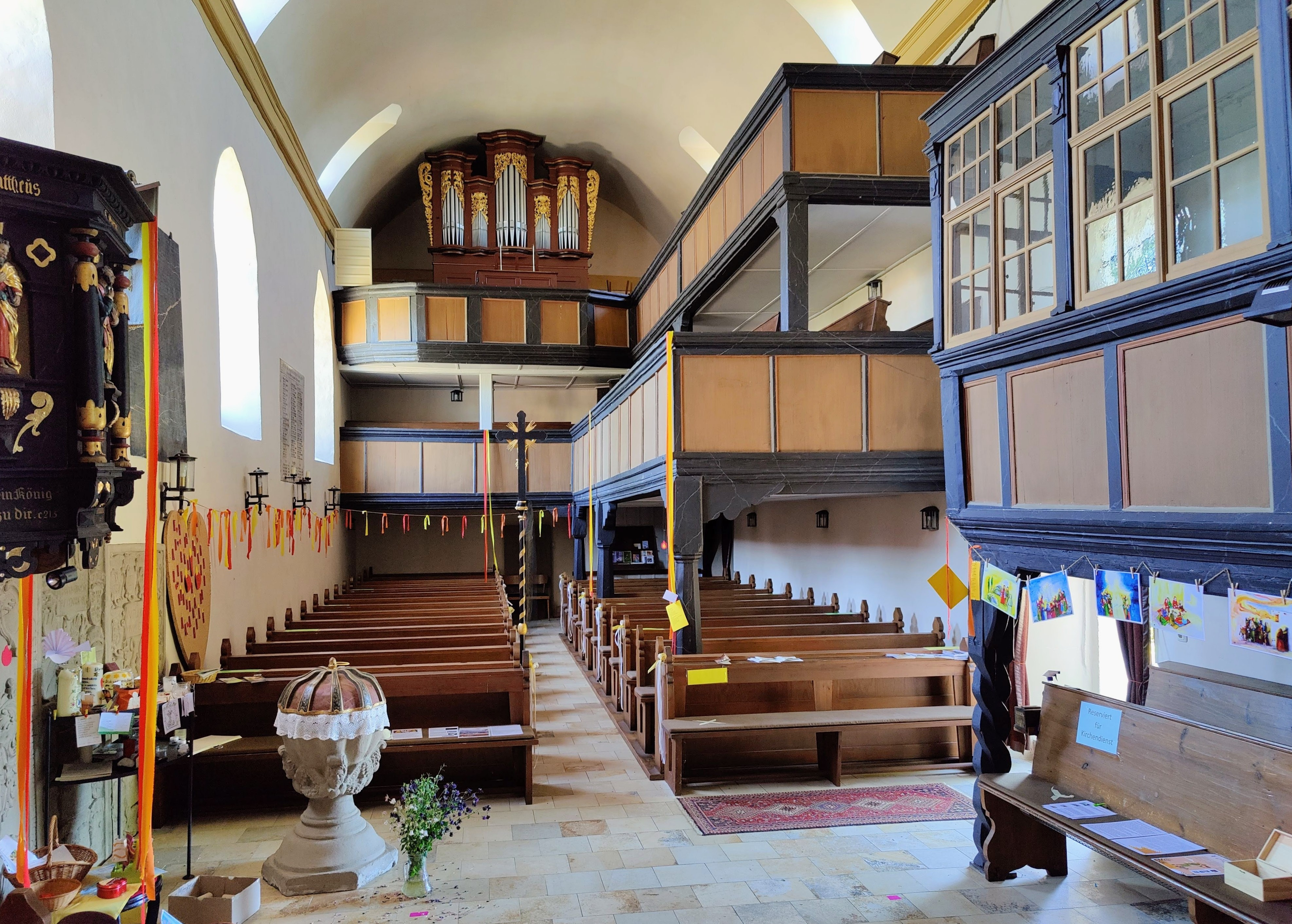
Blick zur Orgel

Der Chorturm der Saalkirche stammt im Kern aus dem 15. Jahrhundert. Das Langhaus wurde um 1600 und in der 2. Hälfte  des 17. Jahrhunderts erweitert. Der Chorturm wurde um ein Geschoss aufgestockt, das die Turmuhr und den Glockenstuhl beherbergt, in dem vier Kirchenglocken hängen, und mit einem achtseitigen, schiefergedeckten Knickhelm bedeckt. Der Innenraum des Chors, d. h. das Erdgeschoss des Chorturms, ist mit einem Kreuzrippengewölbe überspannt, der des Langhauses mit einem segmentbogigen Tonnengewölbe. An den Seiten des Langhauses befinden sich doppelstöckige L-förmige Emporen. Der Altar und die Kanzel wurden Mitte des 17. Jahrhunderts gebaut. Die Orgel mit 10 Registern auf zwei Manualen und Pedal wurde 1907 von G. F. Steinmeyer & Co. in das Gehäuse der Vorgängerorgel von Kaspar Moritz Nößler aus dem Jahr 1751 gebaut.